# 清水町新田
清水町新田（しみずまちしんでん）は、秋田県横手市の大字。郵便番号013-0056。人口は298人、世帯数は98世帯（2020年10月1日現在）。住居表示は全域で未実施。旧平鹿郡旭村大字清水町新田、旧平鹿郡清水町新田村に相当する。

## 地理
横手市の中心部、横手地域の西端に位置しており、東で猪岡、西で塚堀・平鹿町下吉田、南東で平鹿町上吉田と隣接する。水田中心の純農村地帯であり、中央部に中心集落である清水町、南端に郷口がある。南部には主要地方道である秋田県道48号横手東由利線が東西に横断する。東端から北端にかけては吉田排水幹線が通っている。
全域が都市計画区域に含まれるが、区域区分非設定区域となっている。都市計画法上の用途地域には指定されていない。

### 地名の由来
享保15年（1730年）の『六郡郡邑記』などでは「清水野村」や「清水町」とも表記された。地名の由来については、菅江真澄の『雪の出羽路 平鹿郡』によると、稲荷神に水源を祈願したところ、初雪の夜にキツネが頻りに鳴き、翌朝その足跡を辿ったところ、下鍋倉村荒処の勧行院境内にある犬小清水に行き着いた。これを水源として一帯を開墾したことから、この地名が付けられたという。また、その水源へと導いた稲荷神を祀っているのが、清水町新田字宮下にある稲荷神社である。
さらに別の伝承によれば、犬小清水から白毛の老狐が現れ、幣帛をくわえて清水町新田に至ったところで姿を消した。村の住民はこれを奇異とし、その道筋に沿って新たに堰を開き、この地を「清水町新田」と名付けたとも伝えられている。また、村内に凶変があるたびに、稲荷神社の境内には老狐が姿を現すとも言い伝えられている。

### 小字
2024年（令和6年）10月5日時点での「横手市（秋田地方法務局大曲支局）登記所備付地図データ」、デジタル庁公表の「アドレス・ベース・レジストリ」の「秋田県 横手市 町字マスター（フルセット） データセット」、横手市公表のオープンデータによれば、清水町新田の小字は以下の通りである。
| 町・字     | 町・字     | 出典 | 出典         | 出典       |
| 大字       | 小字       | 登記 | 町字マスター | 行政区一覧 |
| ---------- | ---------- | ---- | ------------ | ---------- |
| 清水町新田 | 字大堰端   | ○    | ○            | ○          |
| 清水町新田 | 字街道下   | ○    | ○            | ○          |
| 清水町新田 | 字萱原     | ○    | ○            | ○          |
| 清水町新田 | 字宮下     | ○    | ○            | ○          |
| 清水町新田 | 字宮東     | ○    | ○            | ○          |
| 清水町新田 | 字宮表     | ○    | ○            | ○          |
| 清水町新田 | 字郷口     | ○    | ○            | ○          |
| 清水町新田 | 字皿川端   | ○    | ○            | ○          |
| 清水町新田 | 字十文字   | ○    | ○            | ○          |
| 清水町新田 | 字新城下   | ○    | ○            | ○          |
| 清水町新田 | 字大戸川端 | ○    | ○            | ○          |
| 清水町新田 | 字鳥海見   | ○    | ○            | ×          |
| 清水町新田 | 字堤下     | ○    | ○            | ○          |
| 清水町新田 | 字薬師前   | ○    | ○            | ○          |

## 歴史
正保4年（1647年）の『出羽国知行高目録 下』には村名が見えず、享保年間までの村高を記録した郷帳に記載された町名を調べた『平鹿郡御黒印吟味覚書』では、「清水野村新田」として一度見える以外、記載されていない。享保15年（1730年）の『六郡郡邑記』では「清水野町村」とあり、家数17軒で、明暦年間に最上の牢人出雲という人物が注進開で開墾した新田村とされており、支郷として二条村（家数3軒）・中村（同6軒）・雀田村（同9軒）がある。
『久保田領郡邑記』では、村名を「清水野町新田」とし、「インコウ清水」を水源として開墾されたと記されている。しかしその後、水源の1km北に位置する浅舞村が、9kmも離れた清水野町新田からその水源を奪ったため、耕作地に荒地が生じたという。500間ほどの水利の工事をすればこの問題は解決されるが、村の力ではどうしようもないとも記されている。
菅江真澄の『雪の出羽路 平鹿郡』では、村名を「清水町村」とも、出雲の名を杉野目出雲とし、その末裔が杉野目市左衛門であるとし、万治・寛文の頃に下鍋倉村の九左衛門の注進開で開墾された説もあると紹介されている。

### 沿革
- 1873年（明治6年）2月 - 秋田県第6大区小3区に属する[19]。
- 1889年（明治22年）4月 - 町村制施行に伴い、赤坂村・三本柳村・赤川村・猪岡村・清水町新田村・塚堀村が合併し、旭村となる[20]。清水町新田村は旭村大字清水町新田となる[21]。
- 1951年（昭和26年）4月1日 - 旭村が栄村とともにが横手町に編入、同時に市制を施行[22]。横手市清水町新田となる[21]。
- 1973年（昭和48年）11月1日 - 横手市と平鹿町で境界変更。平鹿町下吉田字下福田尻、同字畑中、同字下福田東、同字下福田街道下、上吉田間内字真角北四、同字内四ツ屋、同字伍口、同字新城東の各一部が横手市に、横手市清水町新田字街道下、同字宮表、同字新城下の各一部が平鹿町に編入[23]。

## 世帯数と人口
2020年（令和2年）10月1日現在の世帯数と人口は以下の通りである。
| 大字       | 小字       | 世帯数 | 人口  |
| ---------- | ---------- | ------ | ----- |
| 清水町新田 | 字大戸川端 | 11世帯 | 31人  |
| 清水町新田 | 字堤下     | 23世帯 | 75人  |
| 清水町新田 | 字宮表     | 48世帯 | 153人 |
| 清水町新田 | 字街道下   | 16世帯 | 39人  |
| 計         | 計         | 98世帯 | 298人 |

### 人口・世帯数の推移
以下は国勢調査による1995年（平成7年）以降の人口の推移。
| 年                 | 人口 |
| ------------------ | ---- |
| 1995年（平成7年）  | 432  |
| 2000年（平成12年） | 426  |
| 2005年（平成17年） | 394  |
| 2010年（平成22年） | 385  |
| 2015年（平成27年） | 357  |
| 2020年（令和2年）  | 298  |

以下は国勢調査による1995年（平成7年）以降の世帯数の推移。
| 年                 | 世帯数 |
| ------------------ | ------ |
| 1995年（平成7年）  | 102    |
| 2000年（平成12年） | 105    |
| 2005年（平成17年） | 107    |
| 2010年（平成22年） | 107    |
| 2015年（平成27年） | 102    |
| 2020年（令和2年）  | 98     |

## 小・中学校の学区
市立小・中学校に通う場合、学区（校区）は以下の通りとなる。
| 小字 | 小学校           | 中学校               |
| ---- | ---------------- | -------------------- |
| 全域 | 横手市立旭小学校 | 横手市立横手南中学校 |

## 交通

### 鉄道
町内に駅はない。最寄り駅は■奥羽本線、■北上線の横手駅。

### バス
町内にバス路線及びバス停はない。
2013年3月31日までは羽後交通の下吉田線が通っており、町内に「清水町」バス停があった。

### 道路
- 秋田県道48号横手東由利線

## 施設
- 稲荷神社（字宮下184番地）[31]
祭神：稲倉魂大神、祭日：9月9日[31]
開創年代は不明であるが、社伝によると延長7年（929年）に創建したと伝えられており、先述の通りの伝承が残されている[32]。